# Condado de Reno
Este artículo trata sobre el condado de Reno en Kansas, para la ciudad en Nevada, véase; Reno.

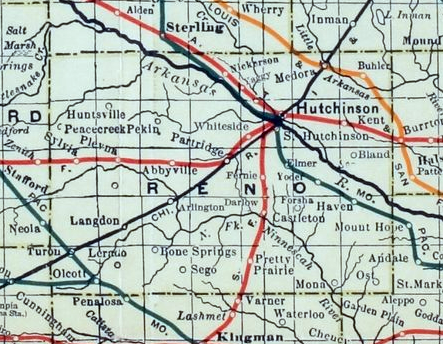
Mapa ferroviario de 1915 del condado de Reno

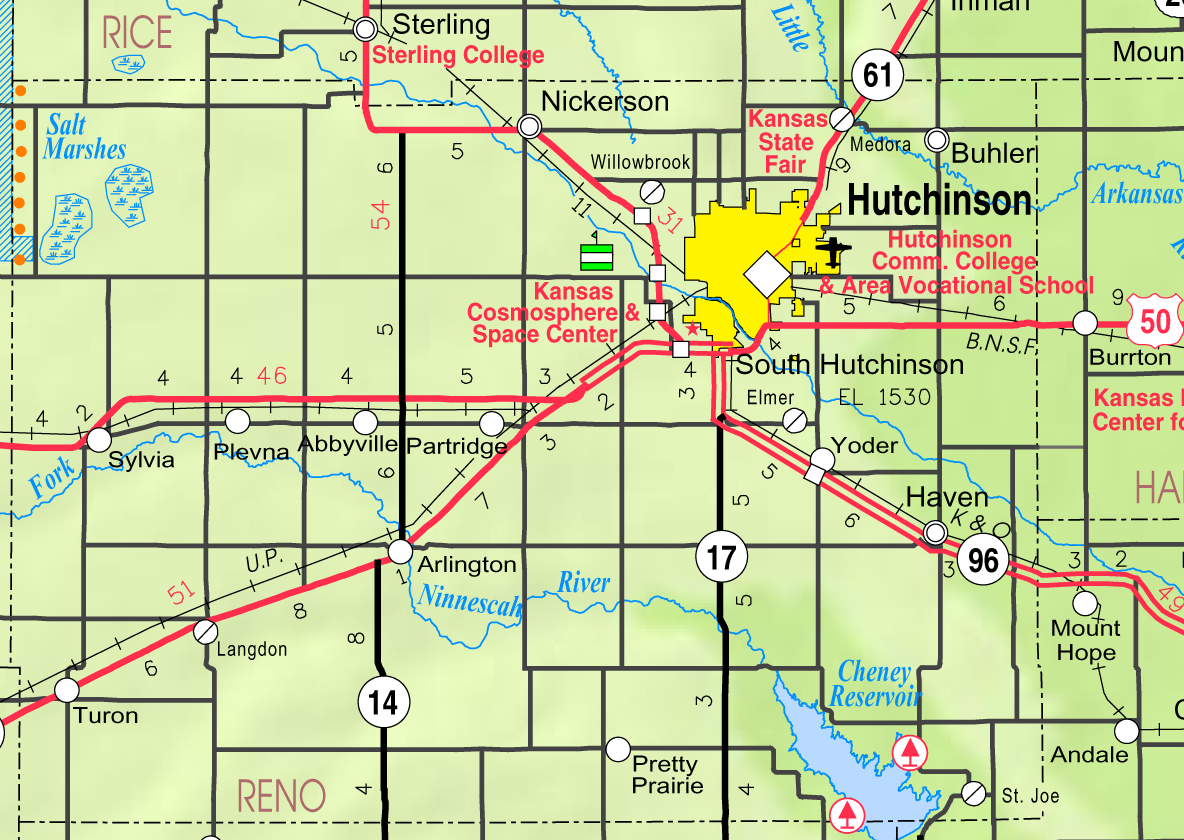
Mapa KDOT del condado de Reno, del 2005

El condado de Reno (en inglés: Reno County), fundado en 1867, es uno de 105 condados del estado estadounidense de Kansas. En el año 2005, el condado tenía una población de 63,558 habitantes y una densidad poblacional de 19.6 personas por km². La sede del condado es Hutchinson. El condado recibe su nombre en honor a Jesse Lee Reno. 

## Geografía
Según la Oficina del Censo, el condado tiene un área total de 3293 km² (1271,4 mi²), de la cual 3249 km² (1254,4 mi²) es tierra y 44 km² (16,988416988417 mi²) (1.32%) es agua.

### Condados adyacentes
- Condado de Rice (norte)
- Condado de McPherson (noreste)
- Condado de Harvey (este)
- Condado de Sedgwick (sureste)
- Condado de Kingman (sur)
- Condado de Pratt (suroeste)
- Condado de Stafford (oeste)

## Demografía
Según la Oficina del Censo en 2000, los ingresos medios por hogar en el condado eran de $35,510, y los ingresos medios por familia eran $42,643. Los hombres tenían unos ingresos medios de $31,495 frente a los $21,329 para las mujeres. La renta per cápita para el condado era de $18,520. Alrededor del 10.90% de la población estaban por debajo del umbral de pobreza.

## Transporte

### Autopistas principales
- U.S. Route 50
- Ruta Estatal de Kansas 14
- Ruta Estatal de Kansas 17
- Ruta Estatal de Kansas 61
- Ruta Estatal de Kansas 96

## Localidades
Población estimada en 2004;
- Hutchinson, 41,047 (sede)
- South Hutchinson, 2,488
- Buhler, 1,337
- Haven, 1,175
- Nickerson, 1,172
- Pretty Prairie, 601
- Arlington, 441
- Turon, 435
- Sylvia, 297
- Partridge, 266
- Abbyville, 126
- Plevna, 99
- Willowbrook, 88
- Langdon, 72

### Áreas no incorporadas
- Medora
- Pleasantview
- Yoder

### Municipios
El condado de Reno está dividido entre 31 municipios. El condado tiene a Hutchinson y Nickerson como ciudades independientes a nivel de gobierno, y todos los datos de población para el censo e las ciudades son incluidas en el municipio.

## Educación

### Distritos escolares
- Hutchinson USD 308
- Nickerson USD 309
- Fairfield USD 310
- Pretty Prairie USD 311
- Haven USD 312
- Buhler USD 313